# اکاپتاهوا
اکاپتاهوا (به اسپانیایی: Acapetahua) در مکزیک است که در چیاپاس واقع شده‌است.

## خصوصیات
اکاپتاهوا ۱۹۱٫۳ کیلومترمربع مساحت و ۱۴٬۱۸۹ نفر جمعیت دارد.